# Няшабож
Няшабож (в переводе с коми-зырянского: няша — грязь, ил, тина; бож — хвост) — село в Ижемском районе Республики Коми (Россия). Административный центр одноимённого сельского поселения.

## География
Расположено в северной части республики в 444 км к северо-востоку от Сыктывкара, на правом берегу реки Печоры.

## Население
| 1897 | 1905 | 1920 | 1926 | 1970  | 1979  | 1989 | 2010 |
| ---- | ---- | ---- | ---- | ----- | ----- | ---- | ---- |
| 551  | ↗642 | ↘590 | ↗797 | ↗1370 | ↘1148 | ↘991 | ↘614 |

## История
На карте 1846 г. (на левом берегу Печоры) обозначена деревня Няшабожская. В 1859 г. в Няшабожской (Няшабож) было 10 дворов, 69 жителей (27 мужчин, 42 женщины).

## Образование
Няшабожская средняя общеобразовательная школа.